# Hot Pink
Hot Pink è il secondo album in studio della rapper statunitense Doja Cat, pubblicato il 7 novembre 2019 dalla Kemosabe e RCA.

## Antefatti e pubblicazione
La rapper ha annunciato l'album il 2 novembre 2019 su Twitter, confermando nell'occasione titolo, copertina, lista tracce e data di pubblicazione. Doja Cat ha spiegato in diverse occasioni che a lei non è davvero piaciuto il suo album di debutto Amala, ritenendolo un «disco incompleto».
L'edizione giapponese di Hot Pink è uscita l'11 novembre 2020 e presenta, oltre alle tracce dell'edizione stardard, il remix di Jax Jones di Say So, Mooo!, Candy, Go to Town e Tia Tamera, quest'ultima realizzata con la partecipazione di Rico Nasty.
Nel 2023 l'artista è finita per definire il disco "mediocre pop", affermando che è stato un prodotto fatto solo per soldi, e che la gente ci è cascata.

## Descrizione
Hot Pink è stato registrato dal 2018 fino a metà 2019. È stato prodotto dalla stessa Doja Cat con Tyson Trax, Kool Kojak, Tizhimself, Kurtis McKenzie, Yeti Beats, Ben Billions, Salaam Remi, Mike Crook, Fallen, Ari PenSmith, P2J, Blaq Tuxedo, Madmax, JohnG Beats e Troy Nöka. Dr. Luke ha prodotto cinque brani dell'album sotto lo pseudonimo di Tyson Trax. Doja ha scritto tutte le tracce insieme ai produttori e ad altri autori.
L'album si apre con Cyber Sex, brano che parla di avere rapporti sessuali tramite FaceTime. La canzone successiva, Won't Bite, è la prima collaborazione dell'album: vede la partecipazione del rapper Smino. La canzone presenta molti riferimenti alla cultura pop ed è stata paragonata a Mooo!, altro brano virale di Doja Cat. Segue Rules, una canzone prettamente rap influenzata da Kendrick Lamar. La quarta canzone, Bottom Bitch, campiona What's My Age Again? dei Blink-182 ed è stata descritta come una canzone pop tradizionale.
La quinta traccia Say So è influenzata fortemente dalla musica anni settanta e il suo un ritmo ispirato alle basi da discoteca. Segue Like That, in collaborazione il rapper Gucci Mane, brano R&B e hip hop. Hot Pink continua con cinque brani midtempo R&B che includono elementi funk e soul: Talk Dirty, Addiction, Streets, Shine e Better than Me, i cui testi parlano della libertà sessuale della rapper. L'ultima traccia è Juicy, inizialmente inclusa nel suo album precedente, Amala. La versione remixata della canzone, che chiude l'album, vede la partecipazione di Tyga.

## Accoglienza
Hot Pink ha ricevuto recensioni generalmente positive dalla critica musicale. Su Metacritic l'album ha un punteggio medio di 73 basato su sei recensioni.
Jordan Bassett del NME ha assegnato a Hot Pink una valutazione di quattro stelle su cinque. Lucy Shanker di Consequence ha elogiato la versatilità della rapper. In un'altra recensione positiva, scritta da Roberta Carro per Redbrick, è stato lodato il potere femminile di Doja Cat e l'album è stato definito «creativo, avventuroso e scandaloso». Lakin Starling di Pitchfork ha descritto la versatilità di Doja come «un dono». Erin Bashford, scrivendo per la rivista Clash, lo ha definito «un album che sa esattamente di cosa sta parlando», aggiungendo che «è il lavoro di una star dell'hip hop realizzata e con qualcosa da dimostrare».

### Riconoscimenti di fine anno
Vibe ha classificato Hot Pink nono nella sua lista dei migliori album dell'anno, il NME l'ha piazzato quarantesimo e Complex quarantanovesimo. Inoltre, XXL l'ha incluso nel suo elenco dei migliori progetti hip hop del 2019.

## Promozione

### Singoli
Juicy, inciso con il rapper statunitense Tyga, è stato pubblicato come singolo apripista dell'album il 15 agosto 2019. Il brano, originariamente una traccia bonus del primo album della rapper Amala, è entrato nella Billboard Hot 100 al numero 83, diventando la prima entrata di Doja nella prestigiosa classifica; si è poi spinto fino alla 41ª posizione.
Bottom Bitch è stato pubblicato come secondo singolo il 3 ottobre 2019, accompagnato dal corrispettivo video musicale. Stessa sorte è toccata al terzo singolo Rules, estratto il 24 ottobre successivo, che ha raggiunto la 19ª posizione della Bubbling Under Hot 100. Cyber Sex è stato pubblicato come quarto singolo il 6 novembre 2019, ovvero il giorno prima della pubblicazione dell'album.
Seppur non previsto come singolo, Say So, dopo essere diventato virale su TikTok, è stato pubblicato come tale il 24 gennaio 2020. La canzone è stata la prima vera hit di successo della rapper, arrivando nella top ten di oltre venti paesi. Grazie al successivo remix con Nicki Minaj, ha conquistato la vetta della Hot 100 statunitense e la numero 2 della classifica dei singoli del Regno Unito.
Like That, realizzato con la partecipazione del rapper statunitense Gucci Mane, è stato pubblicato come sesto singolo l'11 febbraio 2020. Anch'esso come Say So ha iniziato a ricevere popolarità su TikTok, raggiungendo il numero 50 nella classifica statunitense e il numero 62 in quella britannica.
Streets, anch'esso non previsto come singolo, è stato inviato alle radio britanniche il 29 gennaio 2021 a seguito di una ritrovata popolarità su TikTok e su varie piattaforme di ascolto.

### Tour
Al fine di promuovere l'album, la rapper sarebbe stata impegnata con l'Hot Pink Tour, con concerti in Nord America tra marzo e aprile 2020, ma a causa della pandemia di COVID-19 è stato sospeso e rinviato a data sconosciuta.

## Tracce
1. Cyber Sex – 2:45 (Amala Zandile Dlamini, Allan Grigg, Yeti Beats, Gerard Powell, Lydia Asrat)
2. Won't Bite (feat. Smino) – 3:15 (Amala Zandile Dlamini, Christopher Smith Jr., Yeti Beats, Kurtis McKenzie, William Fadhili)
3. Rules – 3:07 (Amala Zandile Dlamini, Lukasz Gottwald, Theron Thomas, Ben Billions, Salaam Remi, Lydia Asrat)
4. Bottom Bitch – 3:17 (Amala Zandile Dlamini, Travis Barker, Yeti Beats, Mark Hoppus, Tom DeLonge)
5. Say So – 3:57 (Amala Zandile Dlamini, Lukasz Gottwald, Lydia Asrat)
6. Like That (feat. Gucci Mane) – 2:43 (Amala Zandile Dlamini, Lukasz Gottwald, Radric Delantic Davis, Yeti Beats, Lydia Asrat, Theron Thomas)
7. Talk Dirty – 4:01 (Amala Zandile Dlamini, Yeti Beats, Kurtis McKenzie, Lee Stashenko, Lydia Asrat)
8. Addiction – 3:28 (Amala Zandile Dlamini, Ariowa Irosogie, Richard Isong, Yeti Beats, Kurtis McKenzie)
9. Streets – 3:46 (Amala Zandile Dlamini, Darius Logan, Dominique Logan, Christopher Jefferies, Yeti Beats, Demarie Sheki, Lydia Asrat, Omari Grandberry, Theron Feemster)
10. Shine – 2:40 (Amala Zandile Dlamini, Yeti Beats, Lukasz Gottwald)
11. Better than Me – 3:22 (Amala Zandile Dlamini, Troy NōKA, Yeti Beats, Lydia Asrat)
12. Juicy (with Tyga) – 3:23 (Amala Zandile Dlamini, Lydia Asrat, Yeti Beats, Lukasz Gottwald, Micheal Ray Stevenson)

Tracce bonus dell'edizione giapponese
1. Say So (Jax Jones Midnight Snack Remix) – 3:30 (Amala Zandile Dlamini, Lukasz Gottwald, Lydia Asrat)
2. Mooo! – 4:43 (Amala Zandile Dlamini, Antwoine Collins, David Sprecher, Chad Hugo, Pharrell Williams, Craig Lawson, Bobby Sandimanie, Jonathan Smith, Michael Tyler)
3. Candy – 3:11 (Amala Zandile Dlamini, David Sprecher, Joshua Karp, Cameron Bartolini)
4. Go to Town – 3:38 (Amala Zandile Dlamini, Gerard A. Powell II, David Sprecher, Rogét Chahayed, Rian Lewis)
5. Tia Tamera (feat. Rico Nasty) – 3:33 (Amala Zandile Dlamini, Kurtis McKenzie, Lydia Asrat, David Sprecher, Maria-Cecilia Simone Kelly)

## Formazione
Musicisti
- Doja Cat – voce
- Smino – voce aggiuntiva (traccia 2)
- Gucci Mane – voce aggiuntiva (traccia 6)
- Chloe Angelides – cori (traccia 6)
- Tyga – voce (traccia 12)

Produzione
- Doja Cat – produzione esecutiva, produzione (traccia 4)
- Yeti Beats – produzione esecutiva, produzione (tracce 1, 2, 4, 11 e 12), ingegneria del suono (traccia 2)
- Kool Kojak – produzione (traccia 1)
- Tiz Himself – produzione (traccia 1)
- Kurtis McKenzie – produzione (tracce 2 e 7)
- Ben Billions – produzione (traccia 3)
- Salaam Remi – produzione (traccia 3)
- Tyson Trax – produzione (tracce 3, 5, 6, 10 e 12)
- Mike Crook – produzione (traccia 6)
- Fallen – produzione (traccia 7)
- Ari PenSmith – produzione (traccia 8)
- P2J – produzione (traccia 8)
- Blaq Tuxedo – produzione (traccia 9)
- Johng Beats – produzione (traccia 11)
- Troy Nōka – produzione (traccia 11)
- CQ – produzione aggiuntiva (traccia 12)
- Danielle Alvarez – produzione aggiuntiva (tracce 3 e 12)
- Jaycen Joshua – missaggio (traccia 1)
- Clint Gibbs – missaggio (tracce 2, 3, 5-8, 10-12)
- David Nakaji – missaggio (traccia 4)
- Neal H. Pogue – missaggio (tracce 9 e 11)
- Cheung – ingegneria del suono (traccia 2)
- L10 Mixed It – ingegneria del suono (traccia 2)
- Kelani Thompson – ingegneria del suono (tracce 3 e 12)
- Emix – ingegneria voce (traccia 6)
- DJ Riggins – assistenza tecnica (traccia 1)
- Jacob Richards – assistenza tecnica (traccia 1)
- Mike Seaberg – assistenza tecnica (traccia 1)
- Seth Ringo – assistenza tecnica (tracce 3 e 12)
- Tyler Sheppard – assistenza tecnica (tracce 3 e 12)
- John Bruington – assistenza tecnica  (traccia 4)
- Mike Bozzi – mastering (tracce 1-10)
- MacGregor Leo – registrazione (traccia 1)
- Rian Lewis – registrazione (traccia 1), ingegneria del suono (tracce 2, 4, 6-9 e 11)

## Successo commerciale
Con un solo giorno di conteggio, l'album ha fatto il suo ingresso alla 93ª posizione della Billboard 200 con 7 900 unità equivalenti. La settimana seguente ha raggiunto la 19ª posizione, registrando oltre 20 000 unità di vendita. Durante la sua ventisettesima settimana di permanenza, Hot Pink è salito dalla 19ª alla 9ª posizione, grazie a 37 000 unità equivalenti, registrando così un aumento di vendite del 79% rispetto alla settimana precedente. È diventato il disco ad aver impiegato più tempo a raggiungere la top ten da Diamonds di Elton John.

## Classifiche

### Classifiche settimanali
| Classifica (2020-22) | Posizione massima |
| -------------------- | ----------------- |
| Australia            | 19                |
| Belgio (Fiandre)     | 103               |
| Belgio (Vallonia)    | 169               |
| Canada               | 12                |
| Danimarca            | 13                |
| Estonia              | 3                 |
| Finlandia            | 11                |
| Francia              | 51                |
| Grecia               | 44                |
| Giappone             | 95                |
| Irlanda              | 31                |
| Islanda              | 7                 |
| Italia               | 72                |
| Lettonia             | 6                 |
| Lituania             | 3                 |
| Norvegia             | 8                 |
| Nuova Zelanda        | 20                |
| Paesi Bassi          | 12                |
| Regno Unito          | 38                |
| Stati Uniti          | 9                 |
| Svezia               | 20                |

### Classifiche di fine anno
| Classifica (2020) | Posizione |
| ----------------- | --------- |
| Australia         | 51        |
| Canada            | 35        |
| Danimarca         | 48        |
| Francia           | 174       |
| Islanda           | 37        |
| Nuova Zelanda     | 36        |
| Paesi Bassi       | 63        |
| Regno Unito       | 96        |
| Stati Uniti       | 37        |
| Svezia            | 73        |
| Classifica (2021) | Posizione |
| Australia         | 54        |
| Islanda           | 49        |
| Stati Uniti       | 44        |
| Classifica (2022) | Posizione |
| Australia         | 86        |
| Lituania          | 61        |